# Alegerea guvernatorului UTA Găgăuzia, 2019
Alegerea guvernatorului Unității Teritorial-Administrative Găgăuzia a avut loc la data de 30 iunie 2019, pe teritoriul autonom UTA Găgăuzia, aflat sub controlul Republicii Moldova. Funcția de guvernator (bașcan) al Găgăuziei reprezintă una dintre cele mai înalte funcții din autonomie, având, de asemenea, din oficiu, funcția de membru al Guvernului Republicii Moldova.

## Context electoral
Autonomia Găgăuziei este garantată de Constituția Republicii Moldova și reglementată de către Actul găgăuzilor de autonomie din 1994. Irina Vlah a fost aleasă pe data de 22 martie 2015 în funcția de Bașcan al Găgăuziei. Ea ar fi fost eligibilă și pentru cel de-al doilea mandat, în eventualitatea câștigării alegerilor din 2019.

## Rezultate
| Candidat                            | Candidat                            | Partid                                                                   | Turul întâi | Turul întâi |
| Candidat                            | Candidat                            | Partid                                                                   | Voturi      | %           |
| ----------------------------------- | ----------------------------------- | ------------------------------------------------------------------------ | ----------- | ----------- |
|                                     | Irina Vlah                          | Independentă (susținută de Partidul Socialiștilor din Republica Moldova) | 49 742      | 91,27       |
|                                     | Serghei Cimpoeș                     | Independent                                                              | 3 932       | 7,21        |
|                                     | Ivan Burgudji                       | Independent                                                              | 481         | 0,88        |
|                                     | Dmitri Manol                        | Independent                                                              | 346         | 0,63        |
| Prezența la vot                     | Prezența la vot                     | Prezența la vot                                                          | 54 501      | 50,43       |
| Înscriși pe liste (cu drept de vot) | Înscriși pe liste (cu drept de vot) | Înscriși pe liste (cu drept de vot)                                      | 106 306     | 100         |

Irina Vlah a câștigat alegerile din primul tur, deoarece a acumulat majoritatea absolută de voturi, organizarea unui alt tur de scrutin nu a mai fost necesară.

## Urmări
Irina Vlah și-a menținut mandatul de Bașcan (Guvernator) al Găgăuziei, pe care îl deține până în prezent. Durata mandatului este de 4 ani, următoarele alegeri urmând să aibă loc până în iunie 2023.